# Siganus randalli
Siganus randalli là một loài cá biển thuộc chi Cá dìa trong họ Cá dìa. Loài cá này được mô tả lần đầu tiên vào năm 1990.

## Từ nguyên
Loài cá này được đặt theo tên của nhà ngư học John E. Randall (1924 - 2020).

## Phạm vi phân bố và môi trường sống
S. randalli có phạm vi phân bố ở vùng biển Tây Thái Bình Dương. Loài cá này được tìm thấy ở ngoài khơi Papua New Guinea và xung quanh quần đảo Solomon, về phía bắc giới hạn đến các quốc đảo và nhóm đảo: Pohnpei, Kosrae và Guam. Ở phía nam, S. randalli lần đầu tiên được ghi nhận ở ngoài khơi phía nam New Caledonia.
S. randalli trưởng thành sống gần các rạn san hô trên nền đáy cứng (cát đá, vụn san hô), trong khi cá con được tìm thấy trong đầm lầy rừng ngập mặn. Chúng sống ở những vùng nước nông với độ sâu khoảng 15 m trở lại.

## Mô tả
Chiều dài cơ thể tối đa được ghi nhận ở S. randalli là 33,5 cm, dựa trên mẫu vật đo được ở đảo Guam.
Cơ thể có màu đồng với các đốm màu lam nhạt trên đầu và phần thân trước; ở thân sau, các đốm tròn được thay thế bằng các đường vân gợn sóng cùng màu. Gai vây lưng màu đồng sẫm, phần vây mềm màu đồng nhạt hơn, hơi có màu xanh lam. Vây hậu môn màu đồng, chóp tia mềm có màu lam nhạt. Vây đuôi màu xanh lam, có các vạch đốm màu nâu đồng. Vây ngực trong suốt với các tia màu xanh lam. Vây bụng màu đồng sẫm.
Nhìn sơ qua thì thấy S. randalli khá giống với loài họ hàng là Siganus vermiculatus, nhưng S. randalli có các đốm tròn trên đầu và dọc vùng lưng, trong khi cơ thể của S. vermiculatus hoàn toàn là những đường vân gợn sóng.
Số gai ở vây lưng: 13; Số tia vây ở vây lưng: 10; Số gai ở vây hậu môn: 7; Số tia vây ở vây hậu môn: 9; Số gai ở vây bụng: 1; Số tia vây ở vây bụng: 5.

## Sinh thái học
Cá trưởng thành sống thành đàn với khoảng vài chục cá thể, và ăn các loại rong tảo.